# SVV Schiedam
Die Sportvereniging Schiedamse Voetbal Verenigingen ist ein niederländischer Fußballverein aus Schiedam. Der Klub war einmal niederländischer Meister. Seit einer Abspaltung des Profibereichs 1991, der anschließend im FC Dordrecht aufging, ist der Verein nur noch im Amateurbereich aktiv.

## Geschichte
1904 gründete sich der Klub unter dem Namen Excelsior und trat zeitweise nach einer Umbenennung zwei Jahre später als Voorwaarts an. Bei Eintritt in den Ligabetrieb nahm der Klub seinen heutigen Namen an.
1948 stieg die SVV Schiedam in die Eerste Klasse West-I auf, wo der Klub auf Anhieb Erster wurde. Damit qualifizierte sich die Mannschaft für die Meisterrunde, wo sie bei sechs Siegen und einer Niederlage in zehn Spielen vor Titelverteidiger BVV Den Bosch den niederländischen Meistertitel gewann. 1955 qualifizierte sich die Mannschaft für die neu eingeführte Hoofdklasse, wo sie im folgenden Jahr die Qualifikation zur Eredivisie verpasste und bei Einführung des Profifußballs in den Niederlanden in die zweitklassige Eerste Divisie eingeteilt wurde. 1962 stieg der Klub in die drittklassige Tweede Divisie ab, schaffte aber vier Jahre später den Wiederaufstieg in die Eerste Divisie.
1969 gewann die SVV Schiedam die Zweitligameisterschaft und stieg in die Eredivisie auf. Die Spielzeit 1969/70 beendete der Klub mit nur fünf Saisonsiegen auf dem letzten Tabellenplatz und stieg direkt wieder ab. 1988 stand der Klub vor der Insolvenz, wurde jedoch von dem lokalen Geschäftsmann John van Dijk gerettet. Dieser verpflichtete Wim Jansen als Technischen Direktor und Dick Advocaat als Trainer. Damit einhergehend kam es zu einem erneuten Aufschwung, mit 15 Punkten Vorsprung gewann der Klub in der Spielzeit 1989/90 die Zweitligameisterschaft. In der Erstliga-Spielzeit 1990/91 hielt die Mannschaft über die Relegation gegen NAC Breda die Klasse. Die Infrastruktur in Schiedam erwies sich jedoch als eingeschränkt, so dass van Dijk einen Zusammenschluss des Profibereichs mit Dordrecht'90 aus dem Nachbarort Dordrecht initiierte. Zunächst trat der neue Klub als SVV/Dordrecht'90 an, ehe er 1992 den Namen in FC Dordrecht änderte.
Die SVV Schiedam setzte den Spielbetrieb im Amateurbereich fort und fusionierte 1997 ihrerseits mit dem Lokalkonkurrenten SMC Schiedam. Zeitweise trat der Klub als SVVSMC an, ehe er später zu SVV als Vereinsbezeichnung zurückkehrte.